# Жабка (приток Гуменки)
Жабка — река в России, протекает по Краснослободскому району Мордовии. Устье реки находится в 1,1 км от устья Гуменки по левому берегу. Длина реки составляет 10 км.
Река начинается в деревне Синяково в 8 км к западу от центра города Краснослободск. Река течёт на юго-запад, впадает в Гуменку на южных окраинах Краснослободска.

## Данные водного реестра
По данным государственного водного реестра России относится к Окскому бассейновому округу, водохозяйственный участок реки — Мокша от истока до водомерного поста города Темников, речной подбассейн реки — Мокша. Речной бассейн реки — Ока.
Код объекта в государственном водном реестре — 09010200112110000027612.